# John De Renty
John De Renty (22 mei 1900 - 28 december 1941) was een Belgisch communistisch lid van het verzet.
De Renty was lid van de Antwerpse cel die tijdens de Tweede Wereldoorlog de oorlogsversie uitbracht van De Roode Vaan.  Hij stond eveneens aan het hoofd van een sabotagegroep. Deze groep had als actieterrein Antwerpen en omliggende gemeenten. Samen met de andere leden van zijn groep (Van de Walle, Lenaerts, Nicaise en De Nef) was hij verantwoordelijk voor sabotage aan het spoorwegnetwerk en het vliegveld van Deurne.  Op 12 september 1941 werd hij, samen met zijn groep op heterdaad betrapt toen ze brand wilden stichten in een garageplaats van de Wehrmacht in Merksem. Hij werd gearresteerd en overgebracht naar de gevangenis in Antwerpen. Na enkele weken werd hij overgebracht naar Breendonk. Op 28 december 1941 wordt hij gefusilleerd op de "Tir National" in Schaarbeek. Hij was woonachtig in Antwerpen, werkte voor Bell Telephone en was gehuwd met Sidonia Lauwerijs. Uit het huwelijk werd één dochter geboren.